# NGC 4181
NGC 4181 este o galaxie eliptică situată în constelația Ursa Mare. A fost descoperită în 14 aprilie 1789 de către William Herschel.